# Orthodontium lineare
Espèce
Orthodontium lineare est une espèce de mousses de la famille des Orthodontiaceae.

## Description
Orthodontium lineare fructifie couramment et les rangées massives de ses longues et fines feuilles, de ses soies et de ses capsules pendent le long d'une souche et ressemblent à une « chute d'eau miniature ». La confusion peut être plus grande lorsqu'il n'y a peu de cette plante, ou si elle est infertile. D'autres espèces telles que Dicranella heteromalla, Dicranoweisia cirrata et Campylopus flexuosus peuvent pousser dans des endroits similaires et lui ressembler. Les feuilles de Dicranella heteromalla ont tendance à se recourber dans une direction et ont une nervure plus large. 
Les feuilles de Dicranoweisia ne sont pas aussi longues et fines que celles de O. lineare et la capsule présente des différences clés : 
- celle de D. cirrata a un bord rouge et l'opercule a un long bec ;
- celle de O. lineare n'a pas de bord rouge et le bec court de l'opercule est sensiblement incliné sur le côté.

C. flexuosus a une nervure beaucoup plus large et des oreillettes rougeâtres évidentes qui n'existent pas chez O. lineare. O. gracile est très semblable et ne peut être reconnu de manière fiable qu'à l'aide d'un microscope.

## Répartition et habitat
Originaire de l'hémisphère sud, Orthodontium lineare a été détectée pour la première fois en Grande-Bretagne au début du vingtième siècle. Elle est présente sur les souches et les troncs pourrissants dans les bois ombragés, généralement plus abondante sur leurs faces verticales. Elle peut aussi être commune sur les rochers et les berges sablonneuses et tourbeuses. Elle semble tellement adaptée qu'il est difficile de croire qu'il s'agit d'une espèce introduite.

## Systématique
Le nom correct complet (avec auteur) de ce taxon est Orthodontium lineare Schwägr. (d).
Orthodontium lineare a pour synonymes :
- Apalodium australe (Hook.f. & Wilson) Mitt.
- Apalodium lanceolatum (Mitt.) Mitt.
- Apalodium lineare Mitt.
- Apalodium sulcatum (Hook. & Wilson) Mitt.
- Orthodontium australe subsp. robustiusculum (Müll.Hal.) Meijer
- Orthodontium australe var. brevisetum Cardot & Broth.
- Orthodontium australe var. inuosifolium Cardot & Broth.
- Orthodontium australe Hook.f. & Wilson
- Orthodontium germanicum F.Koppe
- Orthodontium gracile var. heterocarpum Walt.Watson
- Orthodontium lanceolatum Mitt.
- Orthodontium lineare subsp. lineare
- Orthodontium lineare subsp. piriforme Meijer
- Orthodontium lineare subsp. sulcatum (Hook. & Wilson) Meijer
- Orthodontium lineare var. longisetum P.de la Varde
- Orthodontium robustiusculum Müll.Hal.
- Orthodontium ruahinense Meijer
- Orthodontium sulcatum Hook. & Wilson
- Orthodontium zetterstedtii Müll.Hal.